# Ciclismo nos Jogos Olímpicos de Verão de 2020 - Corrida em estrada masculina
A prova da corrida em estrada masculina do ciclismo nos Jogos Olímpicos de Verão de 2020 ocorreu em 24 de julho de 2021 num percurso de 234 quilômetros que se iniciou no Parque Musashinonomori, em Chofu, e chegada no Fuji Speedway, em Oyama. Um total de 126 ciclistas de 56 Comitês Olímpicos Nacionais (CON) participaram do evento.

## Qualificação
Cada Comitê Olímpico Nacional (CON) poderia inscrever até cinco ciclistas na corrida em estrada individual masculina. Todas as vagas foram atribuídas aos CONs, que poderiam selecionar os ciclistas a competir. Havia um total de 130 vagas disponíveis para a prova, que foram alocadas em um processo de várias etapas:
- 122 vagas foram atribuídos através do ranking mundial de nações da União Ciclística Internacional (UCI). Esta classificação incluiu corridas masculinas de elite e sub-23 na temporada de 2019 (de 22 de outubro de 2018 a 22 de outubro de 2019). Os seis primeiros países receberam, cada um, o máximo de cinco vagas: Bélgica, Itália, Países Baixos, França, Colômbia e Espanha. As nações classificadas de 7º a 13º receberam quatro vagas cada, do 14º ao 21º três vagas cada, do 22º ao 32º duas vagas cada e do 33ª ao 50º receberam uma vaga cada um.

- Uma regra especial deu a oportunidade para ciclistas individuais classificados entre os 200 primeiros no ranking, mas cujo país não estava entre os 50 no ranking de nações, de receber vagas (substituindo os países com classificação mais baixa), mas não havia individuais elegíveis.

- As próximas seis vagas foram atribuídas nos campeonatos africano, asiático e pan-americano de 2019; em cada campeonato, entre as nações ainda não classificadas, as duas com o melhor ciclista de estrada conquistaram as vagas. Estas foram conquistadas por Burquina Fasso e Namíbia na África, Taipé Chinês e Uzbequistão na Ásia, e por fim, Peru e Panamá nas Américas. As duas últimas vagas foram reservadas ao país anfitrião, Japão; caso o país já tivesse conquistado uma ou duas vagas nos critérios citados anteriormente, elas seriam realocados para ranking mundial da UCI. Nesse caso, o Japão ganhou uma vaga por meio da qualificação padrão e, portanto, recebeu apenas uma vaga de anfitrião, sendo a outra realocada para o 51º colocado, Hong Kong.

Pouco antes dos Jogos, a Suécia retirou seu atleta, que foi substituído por Josip Rumac, 52º colocado da Croácia. Em 18 de julho de 2021, Daniel Martínez, da Colômbia, não pôde viajar a Tóquio após ser testado positivo para COVID-19. Em 23 de julho, Rohan Dennis, da Austrália, decidiu abandonar a corrida em estrada para se concentrar no contrarrelógio. Esses ciclistas foram removidos da lista de largada e não foram substituídos.
Por fim, Simon Geschke, da Alemanha e Michal Schlegel, da República Tcheca não iniciaram a corrida após testarem positivo a COVID-19 um dia antes.

## Formato

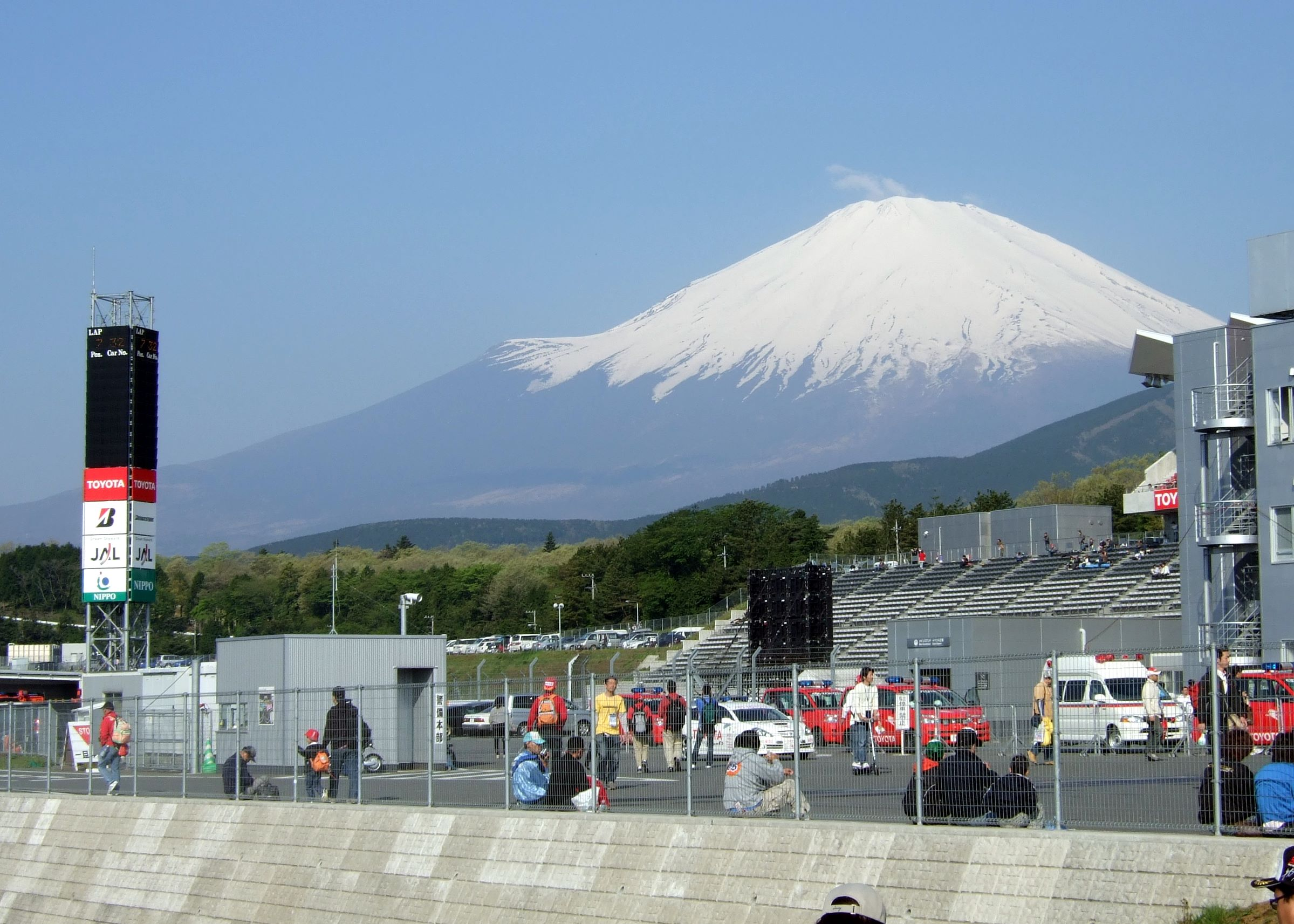
Fuji Speedway com o Monte Fuji, ao fundo.

Ciclistas logo após a largada no Parque Musashinonomori

A corrida em estrada é realizada com uma largada em massa e realizado em apenas um dia. Os percursos para as corridas masculinas e femininas foram revelados em agosto de 2018. A masculina se iniciou no Parque Musashinonomori, em Chofu, oeste de Tóquio, às 11:00 locais e terminou no circuito Fuji Speedway, em Oyama, Shizuoka. A corrida teve 234 quilômetros (145 milhas) de distância com um ganho de elevação total de 4 865 metros (15 961 pés).
A primeira parte das corridas masculina e feminina foram idênticas. O percurso passou primeiro pela periferia quase plana da área metropolitana de Tóquio. Depois de 40 quilômetros (25 milhas), os ciclistas escalaram gradualmente em direção ao pé da subida para a estrada Doushi, subida esta de 5,9 quilômetros (3,7 milhas) com um gradiente médio de 5,7 por cento. A escalada terminou após 80 quilômetros (50 milhas) de corrida a uma altitude de 1 121 metros (3 678 pés) acima do nível do mar. Após alcançarem o lago Yamanakako, em Yamanashi, e cruzar o estreito de Kagosaka, os ciclistas enfrentaram uma descida de 15 quilômetros (9,3 mi) e a partir daqui com os percursos sendo diferentes para as provas masculina e feminina.
Após a descida, a corrida masculina dirigiu-se às encostas mais baixas do Monte Fuji, a montanha mais alta do Japão, onde subiram por 14,3 quilômetros (8,9 milhas) do Fuji Sanroku com uma inclinação média de seis por cento. A subida se encerrou com 96,5 quilômetros (60,0 milhas) deixando-os a uma altitude de 1 451 metros (4 760 pés) antes que os pilotos enfrentassem uma descida de 15,5 quilômetros (9,6 milhas) em Gotenba. Em seguida, eles seguiram em direção à um seção do Fuji Speedway, onde cruzaram a linha de chegada duas vezes antes de chegar ao pé da passagem de Mikuni. A subida foi de 6,5 quilômetros (4,0 milhas) de comprimento com um gradiente médio de 10,6 por cento e incluiu seções que atingiram 20 por cento. O pico, a uma altitude de 1 171 metros (3 842 pés), estava na crista com cerca de 33 quilômetros (21 milhas) restantes. Após a subida, a corrida retornou ao lago Yamanakako e ao estreito de Kagosaka antes de uma descida final em um pequeno trecho montanhoso em direção à linha de chegada do Fuji Speedway.

## Calendário
Horário local (UTC+9)
| Dia         | Horário | Fase  |
| ----------- | ------- | ----- |
| 24 de julho | 11:00   | Final |

## Medalhistas
| Ouro   | ECU Richard Carapaz |
| Prata  | BEL Wout van Aert   |
| Bronze | SLO Tadej Pogačar   |

## Resultados
A prova foi disputada em 24 de julho de 2021, com início as 11:00 locais. Dos 126 ciclistas que largaram, 85 conseguiram completar o percurso de 234 quilômetros.
| Pos.              | Bib | Ciclista                   | CON                 | Tempo   | Dif.    |
| ----------------- | --- | -------------------------- | ------------------- | ------- | ------- |
| Medalha de ouro   | 60  | Richard Carapaz            | ECU Equador         | 6:05:26 |         |
| Medalha de prata  | 4   | Wout van Aert              | BEL Bélgica         | 6:06:33 | + 1:07  |
| Medalha de bronze | 6   | Tadej Pogačar              | SLO Eslovênia       | 6:06:33 | + 1:07  |
| 4                 | 32  | Bauke Mollema              | NED Países Baixos   | 6:06:33 | + 1:07  |
| 5                 | 79  | Michael Woods              | CAN Canadá          | 6:06:33 | + 1:07  |
| 6                 | 87  | Brandon McNulty            | USA Estados Unidos  | 6:06:33 | + 1:07  |
| 7                 | 13  | David Gaudu                | FRA França          | 6:06:33 | + 1:07  |
| 8                 | 38  | Rigoberto Urán             | COL Colômbia        | 6:06:33 | + 1:07  |
| 9                 | 23  | Adam Yates                 | GBR Grã-Bretanha    | 6:06:33 | + 1:07  |
| 10                | 50  | Maximilian Schachmann      | GER Alemanha        | 6:06:47 | + 1:21  |
| 11                | 70  | Michał Kwiatkowski         | POL Polônia         | 6:07:01 | + 1:35  |
| 12                | 44  | Jakob Fuglsang             | DEN Dinamarca       | 6:08:09 | + 2:43  |
| 13                | 55  | João Almeida               | POR Portugal        | 6:09:04 | + 3:38  |
| 14                | 24  | Alberto Bettiol            | ITA Itália          | 6:09:04 | + 3:38  |
| 15                | 33  | Dylan van Baarle           | NED Países Baixos   | 6:09:04 | + 3:38  |
| 16                | 58  | Daniel Martin              | IRL Irlanda         | 6:09:04 | + 3:38  |
| 17                | 22  | Simon Yates                | GBR Grã-Bretanha    | 6:09:04 | + 3:38  |
| 18                | 83  | Patrick Konrad             | AUT Áustria         | 6:09:04 | + 3:38  |
| 19                | 71  | Rafał Majka                | POL Polônia         | 6:09:06 | + 3:40  |
| 20                | 27  | Gianni Moscon              | ITA Itália          | 6:09:08 | + 3:42  |
| 21                | 91  | Alexey Lutsenko            | KAZ Cazaquistão     | 6:11:46 | + 6:20  |
| 22                | 99  | Toms Skujiņš               | LAT Letônia         | 6:11:46 | + 6:20  |
| 23                | 17  | Gorka Izagirre             | ESP Espanha         | 6:11:46 | + 6:20  |
| 24                | 25  | Damiano Caruso             | ITA Itália          | 6:11:46 | + 6:20  |
| 25                | 51  | Marc Hirschi               | SUI Suíça           | 6:11:46 | + 6:20  |
| 26                | 72  | George Bennett             | NZL Nova Zelândia   | 6:11:46 | + 6:20  |
| 27                | 14  | Guillaume Martin           | FRA França          | 6:11:46 | + 6:20  |
| 28                | 8   | Primož Roglič              | SLO Eslovênia       | 6:11:46 | + 6:20  |
| 29                | 48  | Emanuel Buchmann           | GER Alemanha        | 6:11:46 | + 6:20  |
| 30                | 85  | Hermann Pernsteiner        | AUT Áustria         | 6:13:17 | + 7:51  |
| 31                | 54  | Michael Schär              | SUI Suíça           | 6:13:17 | + 7:51  |
| 32                | 62  | Pavel Sivakov              | ROC                 | 6:13:17 | + 7:51  |
| 33                | 98  | Krists Neilands            | LAT Letônia         | 6:15:38 | + 10:12 |
| 34                | 66  | Markus Hoelgaard           | NOR Noruega         | 6:15:38 | + 10:12 |
| 35                | 111 | Yukiya Arashiro            | JPN Japão           | 6:15:38 | + 10:12 |
| 36                | 80  | Michael Kukrle             | CZE República Checa | 6:15:38 | + 10:12 |
| 37                | 100 | Kevin Geniets              | LUX Luxemburgo      | 6:15:38 | + 10:12 |
| 38                | 12  | Kenny Elissonde            | FRA França          | 6:15:38 | + 10:12 |
| 39                | 110 | Eder Frayre                | MEX México          | 6:15:38 | + 10:12 |
| 40                | 52  | Stefan Küng                | SUI Suíça           | 6:15:38 | + 10:12 |
| 41                | 56  | Nelson Oliveira            | POR Portugal        | 6:15:38 | + 10:12 |
| 42                | 19  | Alejandro Valverde         | ESP Espanha         | 6:15:38 | + 10:12 |
| 43                | 7   | Jan Polanc                 | SLO Eslovênia       | 6:15:38 | + 10:12 |
| 44                | 29  | Tom Dumoulin               | NED Países Baixos   | 6:15:38 | + 10:12 |
| 45                | 34  | Esteban Chaves             | COL Colômbia        | 6:15:38 | + 10:12 |
| 46                | 94  | Tanel Kangert              | EST Estônia         | 6:15:38 | + 10:12 |
| 47                | 61  | Jhonatan Narváez           | ECU Equador         | 6:15:38 | + 10:12 |
| 48                | 42  | Richie Porte               | AUS Austrália       | 6:15:38 | + 10:12 |
| 49                | 3   | Remco Evenepoel            | BEL Bélgica         | 6:15:38 | + 10:12 |
| 50                | 96  | Amanuel Ghebreigzabhier    | ERI Eritreia        | 6:15:38 | + 10:12 |
| 51                | 31  | Wilco Kelderman            | NED Países Baixos   | 6:15:38 | + 10:12 |
| 52                | 74  | Stefan de Bod              | RSA África do Sul   | 6:16:53 | + 11:27 |
| 53                | 28  | Vincenzo Nibali            | ITA Itália          | 6:16:53 | + 11:27 |
| 54                | 47  | Nikias Arndt               | GER Alemanha        | 6:16:53 | + 11:27 |
| 55                | 97  | Merhawi Kudus              | ERI Eritreia        | 6:16:53 | + 11:27 |
| 56                | 93  | Anatoliy Budyak            | UKR Ucrânia         | 6:16:53 | + 11:27 |
| 57                | 11  | Benoît Cosnefroy           | FRA França          | 6:16:53 | + 11:27 |
| 58                | 2   | Tiesj Benoot               | BEL Bélgica         | 6:16:53 | + 11:27 |
| 59                | 63  | Aleksandr Vlasov           | ROC                 | 6:16:53 | + 11:27 |
| 60                | 26  | Giulio Ciccone             | ITA Itália          | 6:16:53 | + 11:27 |
| 61                | 65  | Tobias Foss                | NOR Noruega         | 6:16:53 | + 11:27 |
| 62                | 16  | Jesús Herrada              | ESP Espanha         | 6:16:53 | + 11:27 |
| 63                | 108 | Polychrónis Tzortzákis     | GRE Grécia          | 6:21:46 | + 16:20 |
| 64                | 124 | Muradjan Khalmuratov       | UZB Uzbequistão     | 6:21:46 | + 16:20 |
| 65                | 77  | Guillaume Boivin           | CAN Canadá          | 6:21:46 | + 16:20 |
| 66                | 102 | Aleksandr Riabushenko      | BLR Bielorrússia    | 6:21:46 | + 16:20 |
| 67                | 9   | Jan Tratnik                | SLO Eslovênia       | 6:21:46 | + 16:20 |
| 68                | 126 | Andrey Amador              | CRC Costa Rica      | 6:21:46 | + 16:20 |
| 69                | 37  | Nairo Quintana             | COL Colômbia        | 6:21:46 | + 16:20 |
| 70                | 84  | Gregor Mühlberger          | AUT Áustria         | 6:21:46 | + 16:20 |
| 71                | 41  | Lucas Hamilton             | AUS Austrália       | 6:21:46 | + 16:20 |
| 72                | 40  | Luke Durbridge             | AUS Austrália       | 6:21:46 | + 16:20 |
| 73                | 101 | Michel Ries                | LUX Luxemburgo      | 6:21:46 | + 16:20 |
| 74                | 53  | Gino Mäder                 | SUI Suíça           | 6:21:46 | + 16:20 |
| 75                | 59  | Nicolas Roche              | IRL Irlanda         | 6:21:46 | + 16:20 |
| 76                | 57  | Eddie Dunbar               | IRL Irlanda         | 6:21:46 | + 16:20 |
| 77                | 5   | Mauri Vansevenant          | BEL Bélgica         | 6:21:46 | + 16:20 |
| 78                | 45  | Michael Valgren            | DEN Dinamarca       | 6:21:46 | + 16:20 |
| 79                | 18  | Ion Izagirre               | ESP Espanha         | 6:21:46 | + 16:20 |
| 80                | 86  | Lawson Craddock            | USA Estados Unidos  | 6:21:46 | + 16:20 |
| 81                | 35  | Sergio Higuita             | COL Colômbia        | 6:21:46 | + 16:20 |
| 82                | 67  | Tobias Halland Johannessen | NOR Noruega         | 6:25:12 | + 19:46 |
| 83                | 68  | Andreas Leknessund         | NOR Noruega         | 6:25:12 | + 19:46 |
| 84                | 112 | Nariyuki Masuda            | JPN Japão           | 6:25:16 | + 19:50 |
| 85                | 78  | Hugo Houle                 | CAN Canadá          | 6:25:16 | + 19:50 |
| —                 | 123 | Eduardo Sepúlveda          | ARG Argentina       | DNF     | DNF     |
| —                 | 92  | Vadim Pronskiy             | KAZ Cazaquistão     | DNF     | DNF     |
| —                 | 107 | Attila Valter              | HUN Hungria         | DNF     | DNF     |
| —                 | 76  | Ryan Gibbons               | RSA África do Sul   | DNF     | DNF     |
| —                 | 75  | Nicholas Dlamini           | RSA África do Sul   | DNF     | DNF     |
| —                 | 116 | Orluis Aular               | VEN Venezuela       | DNF     | DNF     |
| —                 | 10  | Rémi Cavagna               | FRA França          | DNF     | DNF     |
| —                 | 88  | Juraj Sagan                | SVK Eslováquia      | DNF     | DNF     |
| —                 | 21  | Geraint Thomas             | GBR Grã-Bretanha    | DNF     | DNF     |
| —                 | 69  | Maciej Bodnar              | POL Polônia         | DNF     | DNF     |
| —                 | 64  | Ilnur Zakarin              | ROC                 | DNF     | DNF     |
| —                 | 95  | Peeter Pruus               | EST Estônia         | DNF     | DNF     |
| —                 | 82  | Zdeněk Štybar              | CZE República Checa | DNF     | DNF     |
| —                 | 119 | Josip Rumac                | CRO Croácia         | DNF     | DNF     |
| —                 | 46  | Christopher Juul-Jensen    | DEN Dinamarca       | DNF     | DNF     |
| —                 | 113 | Manuel Rodas               | GUA Guatemala       | DNF     | DNF     |
| —                 | 15  | Omar Fraile                | ESP Espanha         | DNF     | DNF     |
| —                 | 1   | Greg Van Avermaet          | BEL Bélgica         | DNF     | DNF     |
| —                 | 109 | Christofer Jurado          | PAN Panamá          | DNF     | DNF     |
| —                 | 89  | Lukáš Kubiš                | SVK Eslováquia      | DNF     | DNF     |
| —                 | 103 | Azzedine Lagab             | ALG Argélia         | DNF     | DNF     |
| —                 | 105 | Eduard-Michael Grosu       | ROU Romênia         | DNF     | DNF     |
| —                 | 120 | Paul Daumont               | BUR Burquina Fasso  | DNF     | DNF     |
| —                 | 43  | Kasper Asgreen             | DEN Dinamarca       | DNF     | DNF     |
| —                 | 129 | Feng Chun-kai              | TPE Taipé Chinês    | DNF     | DNF     |
| —                 | 20  | Tao Geoghegan Hart         | GBR Grã-Bretanha    | DNF     | DNF     |
| —                 | 125 | Mohcine El Kouraji         | MAR Marrocos        | DNF     | DNF     |
| —                 | 90  | Dmitriy Gruzdev            | KAZ Cazaquistão     | DNF     | DNF     |
| —                 | 73  | Patrick Bevin              | NZL Nova Zelândia   | DNF     | DNF     |
| —                 | 122 | Saeid Safarzadeh           | IRI Irã             | DNF     | DNF     |
| —                 | 30  | Yoeri Havik                | NED Países Baixos   | DNF     | DNF     |
| —                 | 130 | Choy Hiu Fung              | HKG Hong Kong       | DNF     | DNF     |
| —                 | 128 | Royner Navarro             | PER Peru            | DNF     | DNF     |
| —                 | 104 | Hamza Mansouri             | ALG Argélia         | DNF     | DNF     |
| —                 | 106 | Evaldas Šiškevičius        | LTU Lituânia        | DNF     | DNF     |
| —                 | 114 | Moise Mugisha              | RWA Ruanda          | DNF     | DNF     |
| —                 | 115 | Tristan de Lange           | NAM Namíbia         | DNF     | DNF     |
| —                 | 117 | Onur Balkan                | TUR Turquia         | DNF     | DNF     |
| —                 | 118 | Ahmet Örken                | TUR Turquia         | DNF     | DNF     |
| —                 | 121 | Wang Ruidong               | CHN China           | DNF     | DNF     |
| —                 | 127 | Elchin Asadov              | AZE Azerbaijão      | DNF     | DNF     |
| —                 | 49  | Simon Geschke              | GER Alemanha        | DNS     | DNS     |
| —                 | 81  | Michal Schlegel            | CZE República Checa | DNS     | DNS     |